# Léon Denis
Léon Denis (n. 1 ianuarie 1846, Foug⁠(d), Meurthe, Franța – d. 12 aprilie 1927, Tours, Franța) a fost un filozof spiritist renumit și, alături de Gabriel Delanne și Camille Flammarion, unul din principalii exponenți ai spiritismului după moartea lui Allan Kardec. A ținut prelegeri în întreaga Europă la conferințe internaționale de spiritism și spiritualism, promovând ideea supraviețuirii sufletului după moarte și implicațiile acesteia în relațiile umane. El este cunoscut ca apostolul spiritismului francez.

## Biografie
Léon Denis s-a născut în Foug, Meurthe-et-Moselle, Franța, la 1 ianuarie 1846, într-o familie umilă. A practicat la început, de nevoie, diferite munci manuale grele pentru a-și întreține familia. De la primii săi pași în lume, a simțit prezența unor prieteni invizibili care-l ajutau. În loc să participe la activitățile specifice vârstei sale, el a încercat să se instruiască cât mai intens posibil. A citit lucrări serioase, străduindu-se, astfel, prin propriile sale eforturi, să-și dezvolte inteligența și a devenit un serios și competent autodidact.
La vârsta de 18 ani, el a început să lucreze ca agent de vânzări și a trebuit astfel să călătorească frecvent. Această situație a continuat până la data reformării sale și după. Iubea muzica și, ori de câte ori avea ocazia, a asistat la spectacole de operă sau la concerte. El a interpretat la pian unele arii bine-cunoscute, precum și unele compoziții proprii. Nu fuma, era aproape exclusiv vegetarian și nici nu consuma băuturi fermentate. Apa era, din punctul său de vedere, băutura ideală.
Avea obiceiul de a citi cu interes diferite cărți, colindând librăriile. Aflat într-un astfel de periplu, a avut ocazia, la vârsta de 18 ani, să observe o lucrare cu un titlu neobișnuit: Cartea Spiritelor a lui Allan Kardec. Având la el suma de bani necesară, a cumpărat cartea și s-a grăbit imediat să ajungă acasă pentru a o citi.
Denis a comentat următoarele despre această carte: „am găsit în această carte soluția clară, completă și logică, la o problemă universală. Convingerea mea a devenit puternică. Teoria spiritistă mi-a risipit indiferența și îndoielile.”
Denis nu a fost doar un succesor al lui Allan Kardec, așa cum se crede în general, ci a avut un rol foarte important în consolidarea mișcării spiritiste. S-a angajat în studii doctrinare și în cercetări asupra mediilor și a popularizat mult mișcarea spiritistă în Franța și în întreaga lume. El a aprofundat aspectele morale ale doctrinei și, mai presus de toate, a consolidat Mișcarea în primele decenii ale secolului al XX-lea.
În spiritism, Kardec a avut rolul unui înțelept, iar Denis a avut rolul unui filozof. Léon Denis a fost numit Apostolul Spiritismului, datorită activității sale susținute de promovare a mișcării și cărților publicate despre noua doctrină. Având o mare sensibilitate morală, el și-a dedicat întreaga sa existență apărării postulatelor pe care Kardec le-a transmis în cărțile Pentateuhului spiritist.
Denis însuși și-a rezumat misiunea sa astfel: „Mi-am consacrat existența slujirii unei mari cauze, spiritismul sau spiritualismul modern, care va fi cu siguranță credința universală și religia viitorului”.

## Scrieri
- Le Pourquoi de la Vie (1885 & Librairie des Sciences Psychologiques, 1892).
- Christianisme et spiritisme (Leymarie, 1898).
- Après la mort (Librairie des sciences psychiques, 1905).
- Le probleme de l'etre et de la destinée
- Dans l'invisible, spiritisme et médiumnité (Librairie des Sciences Psychiques, 1911).
- Le  Monde invisible et la guerre (Librairie des sciences psychiques, 1919).
- Jeanne d'Arc, médium.
- L'au-dela et la survivance de l'etre.
- La grande énigme, Dieu & l'univers (Librairie des sciences psychiques, 1921).
- Esprits et mediums: étude et pratique du spiritualisme experimental et de la médiumnité (1921)
- Le génie celtique et le monde invisible

Unele dintre lucrările sale sunt disponibile, de asemenea, în traduceri în limba engleză.